# Ерошин, Александр Николаевич
Ерошин Александр Николаевич (август 1922, Нежин, Черниговская губерния — ?) — советский футболист. Выступал на позиции центрального защитника. Наиболее известен по выступлениям за ЦДКА в 1940—1950-х. Чемпион страны в составе ЦДКА. Участник Великой Отечественной войны, лейтенант.

## Биография
Родился в августе 1922 года в городе Нежин Черниговской губернии, начал играть в футбол в 1938 в Киеве в школьной команде. В 1940 играл за «Спартак» Нежин. Призван в РККА нежинским военкоматом. Участник Великой Отечественной войны, лейтенант. Воевал в составе 177 запасного полка 26-й гвардейской механизированной бригады 121-й «Гомельской» гвардейской стрелковой дивизии. В 1945 в футбольной команде танкового училища. В 1946—1949 в команде ОДО Свердловск. В середине сезона 1949 перешёл в ЦДКА, в знаменитую «команду лейтенантов», которая в тот момент потеряла ряд ключевых игроков.

С самой весны в команде имело место большое количество заболеваний и травм <…> основные игроки пропустили вследствие болезней и травм 149 «человеко-матчей» <…> Из молодых игроков, впервые включённых в состав команды и с наименьшей потерей качестве заменивших основных следует отметить: 1. Родина, 2. Чайчука, 3. Чанова, 4. Ерошина, 5. Коверзнева.

(Борис Аркадьев)

В составе ЦДКА стал серебряным призёром чемпионата 1949 и победителем чемпионата 1950. После временного расформирования армейской команды играл за харьковский «Локомотив».

## Статистика
| Клуб              | Див              | Сезон            | Чемпионат | Чемпионат | Кубки | Кубки | Еврокубки | Еврокубки | Итого | Итого |
| Клуб              | Див              | Сезон            | Игры      | Голы      | Игры  | Голы  | Игры      | Голы      | Игры  | Голы  |
| ----------------- | ---------------- | ---------------- | --------- | --------- | ----- | ----- | --------- | --------- | ----- | ----- |
| ОДО Свердловск    | Б                | 1946             | 22        | 5         | 0     | 0     | 0         | 0         | 22    | 5     |
| ОДО Свердловск    | Б                | 1948             | ?         | 5         | 0     | 0     | 0         | 0         | ?     | 5     |
| ОДО Свердловск    | Итого            | Итого            | 22+       | 10        | 0     | 0     | 0         | 0         | 22+   | 10    |
| ЦДКА              | A                | 1949             | 14        | 0         | 3     | 0     | 0         | 0         | 17    | 0     |
| ЦДКА              | A                | 1950             | 19        | 0         | 0     | 0     | 0         | 0         | 19    | 0     |
| ЦДКА              | Итого            | Итого            | 33        | 0         | 3     | 0     | 0         | 0         | 36    | 0     |
| Локомотив Харьков | A                | 1953             | 19        | 0         | 1     | 0     | 0         | 0         | 20    | 0     |
| Локомотив Харьков | A                | 1954             | 5         | 0         | 0     | 0     | 0         | 0         | 5     | 0     |
| Локомотив Харьков | Итого            | Итого            | 24        | 0         | 1     | 0     | 0         | 0         | 25    | 0     |
| Всего за карьеру  | Всего за карьеру | Всего за карьеру | 79+       | 10        | 4     | 0     | 0         | 0         | 83+   | 10    |

## Достижения

### Командные
ЦДКА
- Победитель чемпионата СССР (1): 1950[1]
- Серебряный призёр чемпионата СССР (1): 1949